# Neanias
Neanias is een geslacht van rechtvleugeligen uit de familie Gryllacrididae. De wetenschappelijke naam van dit geslacht is voor het eerst geldig gepubliceerd in 1888 door Brunner von Wattenwyl.

## Soorten
Het geslacht Neanias omvat de volgende soorten:
- Neanias amplus Gorochov, 2008
- Neanias angustipennis Gorochov, 2008
- Neanias atroterminatus Karny, 1937
- Neanias bezzii Griffini, 1914
- Neanias erinaceus Gorochov, 2008
- Neanias magnus Matsumura & Shiraki, 1908
- Neanias medius Gorochov, 2008
- Neanias ogasawarensis Vickery & Kevan, 1999
- Neanias parvus Gorochov, 2008
- Neanias pliginskyi Gorochov, 2008
- Neanias squamatus Brunner von Wattenwyl, 1888
- Neanias subapterus Karny, 1924